# Liujie
Liujie (kinesiska: 柳街镇, 柳街) är en köping i Kina. Den ligger i provinsen Sichuan, i den sydvästra delen av landet, omkring 40 kilometer väster om provinshuvudstaden Chengdu. Antalet invånare är 35 058. Befolkningen består av 17 421 kvinnor och 17 637 män. Barn under 15 år utgör 11,0 %, vuxna 15-64 år 75 %, och äldre över 65 år 13,0 %.
Genomsnittlig årsnederbörd är 1 318 millimeter. Den regnigaste månaden är juli, med i genomsnitt 377 mm nederbörd, och den torraste är december, med 11 mm nederbörd.